# Букар Аджі
Букар Аджі (д/н–1737) — 25-й тіксе і 1-й маї (володар) Мандари в 1715—1737 роках. Його лакаб Аджі є скороченням від аль-Хаджі.

## Життєпис
Походив з династії Санкре. 1715 року посів трон. Невдовзі потрапив під вплив мусульманських проповідників. Водночас сусідство на півночі мусульманським держав, насамперед Борну, також спонукало Букара до прийняття іслама. Здійснив хадж до Мекки.
Близько 1725 року оголосив іслам державною релігією, розпочавши ісламізацію. Водночас традиційні вірування не зазнали гонінь. За зразком Борну провів реформи, зміцнивши адміністративний апарат, розвинувши навчання та культуру. Змінив свій титул тіксе на маї, як в Борну. Потім створив систему посад — талба (писар), ліман (імам), алкалі (суддя). На чолі війська поставив гаму (головнокомандуючого), зміцнивши дисципліну. В містах активно стали споруджуватися мечеті й медресе, при яких діяли коранічні школи.
Активно підтримував розвиток ремесел, створення ринків та торгівлі. Поселення Манауачі за час його панування перетворилося на важливим центр обробки заліза, виготовлення з нього зброї та побутових речей. За повідомленнями, коли Букар перейшов до ісламу ковалі втекли до Бого, північніше. Але маї переконав повернутися, надавши їм численні пільги. Важливим центром торгівлі стає Улдеме
Розпочав активну загарбницьку політику, спрямовану проти південних та західних вождеств. окрім встановлення влади походи також приносили чималу здобич, насамперед рабів.
Помер 1737 року. Йому спадкував Мохмаді Мокіа.